# Rhyacophila scissa
Rhyacophila scissa är en nattsländeart som beskrevs av Morton 1900. Rhyacophila scissa ingår i släktet Rhyacophila och familjen rovnattsländor. Utöver nominatformen finns också underarten R. s. niyampa.